# Quy Nhơn

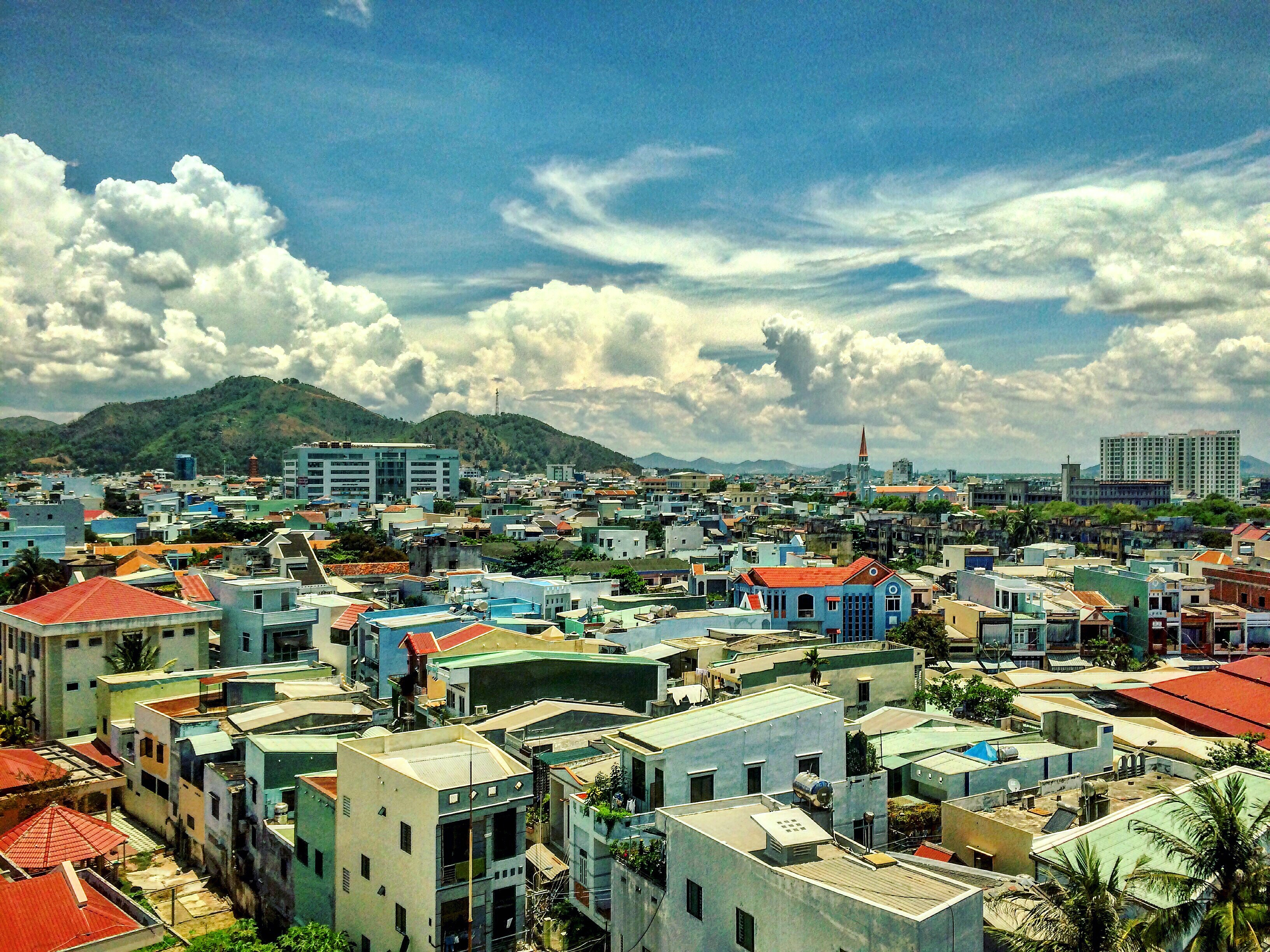
Ciudad de Quy Nhơn

Qui Nhơn o Quy Nhơn es una ciudad costera del sur de Vietnam, capital de la provincia de Binh Dinh y contaba con 224 000 habitantes en 1999.
Su economía se ha sustentado generalmente en la agricultura y la pesca en el mar de la China Meridional. Recientemente ha crecido su sector turístico además de contar con cierta economía manofacturera.
Durante la guerra de Vietnam fue uno de los destinos de las tropas australianas destinadas al sureste asiático en su participación en la Campaña Más banderas.[cita requerida]

## Personajes reconocidos
- Xavier Le Pichon (1937-2025), geofísico francés